# Paolo Cannavaro
Paolo Cannavaro (Nápoles, Italia, 26 de junio de 1981) es un exfutbolista y entrenador italiano que se desempeñaba en la posición de defensa central. Actualmente dirige al Pro Vercelli.

## Carrera como jugador

### Inicios
Nacido en 1981, Cannavaro es hermano menor del exjugador y entrenador Fabio Cannavaro.En la temporada 1998-99, hizo su debut profesional con el Napoli de su ciudad natal cuando tenía 17 años.La temporada siguiente fue fichado por el Parma, jugando junto a su hermano en su primera campaña en el club.Su debut se produjo cuando lo reemplazó en la victoria por 4-1 ante el Lecce.

### Parma y Hellas Verona
En la temporada 2001-02, fue cedido al Hellas Verona cedió al jugador durante la temporada 2001-02 donde disputó 25 partidos y marcó su primer gol como profesional.Al año siguiente regresó al Parma, donde pasó gran parte del tiempo como suplente durante las dos campañas siguientes (2002-03 y 2003-04). Durante la temporada 2004-05, volvió más activo en el primer equipo, jugando 24 encuentros y marcando 4 goles desde la defensa, lo que también ayudó al club a alcanzar la semifinal de la Copa de la UEFA 2004-05.

### Napoli
En julio de 2006, Cannavaro fichó por el Napoli y firmó un contrato por cinco temporadas.Después de ayudar a restablecer al club en la máxima categoría del fútbol italiano, fue nombrado capitán del equipo durante la campaña siguiente.En la temporada 2013-2014, con la llegada de Rafa Benítez al banquillo, su titularidad se fue reduciendo progresivamente.

### Sassuolo
El 31 de enero de 2014, fue cedido con opción de compra al Sassuolo.Luego de ayudar al club a permanecer en la Serie A, fue comprado por una cifra de 1.000 euros y firmó un contrato por tres años. En diciembre de 2017, anunció que se retiraría del fútbol profesional a finales de mes e hizo su última aparición el 30 de diciembre, en un empate 1-1 contra la Roma.

## Selección nacional
Cannavaro ha disputado varios partidos con las selecciones juveniles de Italia: 2 con la sub-15, 3 con la sub-16, 6 con la sub-18, 1 con la sub-20 y 18 con la sub-21. Participó en la Eurocopa sub-21 de 2002, en Suiza. El 13 de octubre de 2007 fue convocado a la Selección absoluta por Roberto Donadoni, para un amistoso contra Sudáfrica.

## Carrera como entrenador
Luego de retirarse, Cannavaro se incorporó al Guangzhou como asistente técnico de su hermano Fabio, asumiendo al mismo tiempo el rol de entrenador de la filial.Posteriormente, lo acompañó en su etapa en el Benevento y en Udinese.
El 29 de junio de 2024, fue anunciado como entrenador del Pro Vercelli.

## Clubes

### Como jugador
| Club          | País   | Año       |
| ------------- | ------ | --------- |
| Napoli        | Italia | 1998-1999 |
| Parma         | Italia | 1999-2001 |
| Hellas Verona | Italia | 2001-2002 |
| Parma         | Italia | 2002-2006 |
| Napoli        | Italia | 2006-2014 |
| Sassuolo      | Italia | 2014-2017 |

### Como entrenador
| Club         | País   | Año           |
| ------------ | ------ | ------------- |
| Pro Vercelli | Italia | 2024-presente |

## Palmarés

### Como jugador

#### Campeonatos nacionales
| Copa Italia | Napoli | Italia | 2011-12 |

champions con el madrid

## Vida personal
Paolo Cannavaro está casado desde el 18 de junio de 2003 con Cristina Martino y tiene tres hijos: Manuel, nacido en 2002, Adrian, nacido en 2004 y Sofía, nacida en 2008. Ha confesado en una entrevista que tiene dos "amores futbolísticos", el SSC Napoli y el Parma FC. Tiene cinco tatuajes: el nombre de sus hijos, uno en el brazo derecho y el otro en el brazo izquierdo, dos soles, uno en el hombro izquierdo y el otro en el muslo de la pierna izquierda y un águila en el hombro derecho. Las botas que usa para entrenar y jugar tienen el nombre de sus hijos; en el pie derecho lleva a Adrian y en el izquierdo a Manuel, uno de cada color, verde la izquierda y dorada la derecha.
Ha participado en la campaña de la firma Bikkembergs, que fabrica ropa deportiva y gafas de sol, durante la colección otoño-invierno y primavera-verano 2005/2006.